# Naples Foot-Ball Club 1921-1922
Questa voce raccoglie le informazioni riguardanti il Naples nelle competizioni ufficiali della stagione 1921-1922.

## Stagione
Questa è stata l'ultima stagione del Naples. A fine campionato si fonde con l'Internazionale Napoli dando vita all'Internaples.

## Divise
| Manica sinistra · Manica sinistra · Maglietta · Maglietta · Manica destra · Manica destra · Pantaloncini · Calzettoni |

## Rosa
| N. |                   | Ruolo | Calciatore            |
| -- | ----------------- | ----- | --------------------- |
|    | Italia (bandiera) | P     | Guido Cavalli         |
|    | Italia (bandiera) | A     | Ernesto Ghisi         |
|    | Italia (bandiera) |       | Carlo Bruschini II    |
|    | Italia (bandiera) |       | Ernesto Bruschini III |
|    | Italia (bandiera) |       | Caramanna             |
|    | Italia (bandiera) |       | Caserta               |
|    | Italia (bandiera) |       | Dinanni               |
|    | Italia (bandiera) |       | Dodero                |
|    | Italia (bandiera) |       | Carlo Garozzo         |
|    | Italia (bandiera) |       | Galante I             |
|    | Italia (bandiera) |       | Galante II            |

| N. |                   | Ruolo | Calciatore |
| -- | ----------------- | ----- | ---------- |
|    | Italia (bandiera) |       | Gattegna   |
|    | Italia (bandiera) |       | Gatti      |
|    | Italia (bandiera) |       | Gioffredi  |
|    | Italia (bandiera) |       | Guidotti   |
|    | Italia (bandiera) |       | Iovine     |
|    | Italia (bandiera) |       | Pentone    |
|    | Italia (bandiera) |       | Picone     |
|    | Italia (bandiera) |       | Pisanti    |
|    | Italia (bandiera) |       | Salvi      |
|    | Italia (bandiera) |       | Trapanese  |
|    | Italia (bandiera) |       | Valente    |

## Risultati[3][4]

### Prima Divisione

#### Girone Campano

##### Girone di andata
| Arbitro: | Reichlin I |

|                             |           |              |
| Parodi 60’, 81’ Ponzoni 80’ | Marcatori | 85’ Guidotti |

| Arbitro: | Inchito |

|                                              |           |           |
| Sacchi 14’ Bobbio 47’, 54’, 71’ Bonansea 63’ | Marcatori | 24’ Ghisi |

| Arbitro: | Argento (Napoli) |

|  |           |                |
|  | Marcatori | Penco Palmieri |

| Arbitro: | Del Pezzo (Napoli) |

|                        |           |            |
| Bruschini II Caramanna | Marcatori | Longobardi |

| Arbitro: | Argento (Napoli) |

|          |           |  |
| Lippolis | Marcatori |  |

| Arbitro: | Trama (Torre Annunziata) |

|                    |           |                         |
| Giuseppe Russo 82’ | Marcatori | 3’ Bruschini 5’ Valente |

##### Girone di ritorno
| Arbitro: | Argento (Napoli) |

|  |           |                                      |
|  | Marcatori | 20’ Ponzoni 80’ Cassese 85’ Polisano |

| Arbitro: | Cinti |

|                   |           |                                  |
| Bruschini III 48’ | Marcatori | 27’, 50’ Canetta 30’, 89’ Bobbio |

| Bagnoli (Napoli) 5 febbraio 1922 9ª giornata | Bagnolese          | 0 – 0 | Naples | \| Arbitro: \| Del Pezzo (Napoli) \| |
| Arbitro:                                     | Del Pezzo (Napoli) |       |        |                                      |

| Arbitro: | Moretti |

|          |           |                      |
| Cappa II | Marcatori | Bruschini II Valente |

| Arbitro: | Cammarota |

|                                      |           |                   |
| Dinanni Valente Bruschini III ?’, ?’ | Marcatori | ?’ (aut.) Caserta |

| Napoli 5 marzo 1922 12ª giornata | Naples | 2 – 0 (a tavolino) | Salernitana |  |

## Statistiche
Statistiche aggiornate al 20 marzo 1922.

### Statistiche di squadra
| Competizione    | Punti | In casa | In casa | In casa | In casa | In casa | In casa | In trasferta | In trasferta | In trasferta | In trasferta | In trasferta | In trasferta | Totale | Totale | Totale | Totale | Totale | Totale | DR |
| Competizione    | Punti | G       | V       | N       | P       | Gf      | Gs      | G            | V            | N            | P            | Gf           | Gs           | G      | V      | N      | P      | Gf     | Gs     | DR |
| --------------- | ----- | ------- | ------- | ------- | ------- | ------- | ------- | ------------ | ------------ | ------------ | ------------ | ------------ | ------------ | ------ | ------ | ------ | ------ | ------ | ------ | -- |
| Prima Divisione | 11    | 6       | 3       | 0       | 3       | 9       | 12      | 6            | 2            | 1            | 3            | 6            | 11           | 12     | 5      | 1      | 6      | 15     | 23     | -8 |
| Totale          | 11    | 6       | 3       | 0       | 3       | 9       | 12      | 6            | 2            | 1            | 3            | 6            | 11           | 12     | 5      | 1      | 6      | 15     | 23     | -8 |

### Statistiche dei giocatori
| Giocatore     | Prima Divisione | Prima Divisione |
| Giocatore     | Presenze        | Reti            |
| ------------- | --------------- | --------------- |
| Bruschini II  | 11              | 4               |
| Bruschini III | 7               | 2               |
| Caramanna     | 6               | 1               |
| Caserta       | 8               | 0               |
| G. Cavalli    | 11              | -23             |
| Dinanni       | 4               | 1               |
| Dodero        | 9               | 0               |
| C. Garozzo    | 2               | 0               |
| Galante I     | 2               | 0               |
| Galante II    | 8               | 0               |
| Gattegna      | 11              | 0               |
| Gatti         | 1               | 0               |
| E. Ghisi      | 2               | 1               |
| Gioffredi     | 2               | 0               |
| Guidotti      | 7               | 1               |
| Iovine        | 3               | 0               |
| Pentone       | 8               | 0               |
| Picone        | 1               | 0               |
| Pisanti       | 1               | 0               |
| Salvi         | 4               | 0               |
| Trapanese     | 2               | 0               |
| Valente       | 11              | 3               |